# 門克巴赫河
51°54′1″N 8°26′17″E / 51.90028°N 8.43806°E
門克巴赫河（德語：Menkebach），是德國的河流，位於該國西部，處於北萊茵-威斯特法倫州，屬於達爾克河的左支流，河道全長20公里，流域面積15平方公里。

## 參考資料

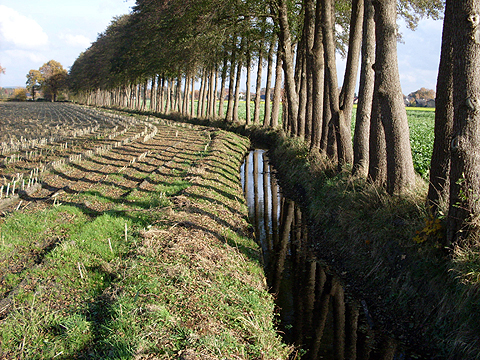